# Bledlow Ridge
Bledlow Ridge – wieś w Anglii, w hrabstwie Buckinghamshire, w dystrykcie (unitary authority) Buckinghamshire.